# إلفين أيالا
إلفين أيالا (بالإنجليزية: Elvin Ayala)‏ مواليد 15 يناير 1981 في بنسيلفانيا، الولايات المتحدة، هو ملاكم محترف أمريكي يصنف ضمن فئة الوزن المتوسط.

## إحصائيات
خاض خلال مسيرته 42 نزالًا، فاز في 29 وتعادل في واحد منها وخسر في 12. فاز بالضربة القاضية في 13 نزالًا.

## روابط خارجية
- إلفين أيالا على موقع بوكس ريك (الإنجليزية) (registration required)